# John Fleming (tirador)
|  | Per a altres significats, vegeu «John Ambrose Fleming». |

John Francis Fleming (Keswick, Cúmbria, 26 d'agost de 1881 - New Malden, Londres, 9 de gener de 1965) va ser un tirador anglès que va competir a primers del segle xx.
El 1908 va prendre part en els Jocs Olímpics de Londres, on disputà dues proves del programa de tir. En la prova de la carrabina, blanc mòbil guanyà la medalla d'or, mentre en carrabina, blanc cec fou novè.
Durant la Primera Guerra Mundial va ser un instructor a l'Escola de fusellers.